# Ferdinand von Sammern-Frankenegg
Ferdinand von Sammern-Frankenegg est un avocat autrichien, devenu SS-Brigadeführer und Generalmajor der Polizei, né le 17 mars 1897 à Grieskirchen en Autriche et mort le 20 septembre 1944 près de Banja Luka en Bosnie-Herzégovine.
Il a été chef de la police à Varsovie puis à Esseg (aujourd’hui Osijek) en Croatie.

## Biographie
Fils d'un président d'un tribunal régional, il poursuit ses études à Linz et Wels. Il est incorporé à l'infanterie de l'armée impériale de juillet 1915 à septembre 1920. Il fait partie du régiment « Kaiserschützen » avant d'intégrer un bataillon de police militaire puis est fait prisonnier de guerre. En 1921, il entre dans le mouvement corps franc de l'Oberland (de) (organisation paramilitaire d'extrême droite) puis il obtient en 1922 son doctorat de droit après des études à Innsbruck. À partir de 1929, il est inscrit au barreau de Peuerbach. Jusqu'en 1932 il fait partie du groupement d'auto-défense nationaliste autrichien Steirischer Heimatschutz pour devenir membre du parti nazi en juin 1932 et entrer dans la SS en décembre 1932. Il dirige en 1939 la "SS-Oberabschnitt" de l'Allgemeine SS. Il est nommé SS-und Polizeiführer (SSPF) du district de Varsovie de juin 1942 jusqu'en avril 1943.
Il dirige la première offensive armée contre le soulèvement du ghetto de Varsovie qui se solde par un échec : on le remplace par Jürgen Stroop. Muté en Yougoslavie pour combattre les partisans, avec le grade de Brigadeführer il est nommé chef de la police à Osijek en Croatie du 23 avril 1943 jusqu'en septembre 1944. Il est tué dans un barrage d'artillerie près du hameau de Klašnić, le 20 septembre 1944.